# Sylvain White
Sylvain White é um diretor de cinema e escritor. Filho de um jogador de basquete profissional estadunidense e uma aeromoça francesa, Sylvain White nasceu na França e viveu boa parte de seu crescimento em Paris.

## Filmes[1]
- Hustle (TBA) (pré-produção)
- Castlevania (2011) (pré-produção)
- Ronin (2009) (pré-produção)
- The Trunk (2007) (em produção)
- Stomp the Yard (2007)